# Sideroxylon floribundum
Sideroxylon floribundum là một loài thực vật có hoa trong họ Hồng xiêm. Loài này được Griseb. miêu tả khoa học đầu tiên năm 1861.